# Martin Kližan
Martin Kližan (* 11. července 1989 Bratislava) je slovenský profesionální tenista hrající levou rukou. Ve své kariéře vyhrál na okruhu ATP Tour šest singlových a čtyři deblové turnaje, když z finále odešel poprvé poražen až v celkově jedenáctém utkání o titul v singlu St. Petersburg Open 2018. S Gulbisem a Humbertem spoludrží rekord ATP výhrami z prvních šesti kariérních finále dvouhry. Na challengerech ATP a okruhu ITF získal jedenáct titulů ve dvouhře.
Na žebříčku ATP byl ve dvouhře nejvýše klasifikován v dubnu 2015 na 24. místě a ve čtyřhře pak v květnu téhož roku na 73. místě. Trénuje jej  Martin Hromec. Dříve tuto roli zastávali Martin Damm, Karol Kučera či Dominik Hrbatý.
Ve slovenském daviscupovém týmu debutoval v roce 2007 bratislavskou baráží o účast ve Světové skupině proti Jižní Koreji, v níž prohrál dvouhru s Hyung-Taik Leem. Do září 2024 v soutěži nastoupil ke devatenácti mezistátním utkáním s bilancí 21–10 ve dvouhře a 5–1 ve čtyřhře.
Slovensko reprezentoval na londýnských Hrách XXX. olympiády, kde ve dvouhře prohrál v prvním kole s bývalou světovou jedničkou Andym Roddickem ze Spojených států ve dvou sadách.
V červnu 2021 oznámil konec kariéry. Poslední zápas odehrál v kvalifikaci na Wimbledon 2021, kde ho  vyřadil Zdeněk Kolář. V září 2023 na svém profilu na sociálních sítích oznámil, že se v roce 2024 hodlá k tenisu vrátit.

## Tenisová kariéra

### Juniorská kariéra
Tenis začal hrát v pěti letech. V sezóně 2005 se stal mistrem Evropy do šestnácti let ve dvouhře a spolu s Andrejem Martinem také ve čtyřhře. Na konci sezóny 2005 získal ocenění Talent roku udělované Slovenským tenisovým svazem.
V roce 2006 pak zvítězil na juniorce French Open, když ve finále zdolal kanadského hráče Philipa Bestera. Ronald Garros představovalo jeho premiérový start na turnajích Grand Slamu. Titulem se tak stal prvním juniorem v historii, kterému se podařilo vyhrát grandslamovou dvouhru hned při debutové účasti. Společně s krajanem Martinem se o měsíc později probojovali do finále juniorské čtyřhry ve Wimbledonu, kde nestačili na americkou dvojici Kellen Damico a Nathaniel Schnugg.
V juniorské kategorii dosáhl bilance výher a proher 54–21 ve dvouhře a 58–18 ve čtyřhře. V roce 2007 byl v kombinovaném juniorském žebříčku ITF klasifikován na 1. místě.

### Profesionální kariéra
Grandslamového maxima dosáhl při druhé účasti na newyorském US Open 2012. V úvodním kole dvouhry si poradil s kolumbijským hráčem Alejandrem Fallou po třech setech. Poté překvapivě porazil pátého nasazeného Francouze Jo-Wilfrieda Tsongu a poprvé postoupil do třetí fáze grandslamové dvouhry. V ní přehrál turnajovou třicet dvojku Jérémyho Chardyho z Francie bez ztráty sady. Po Dominiku Hrbatém a jeho osmifinálové účasti na Australian Open 2006 se stal prvním slovenským tenistou, jemuž se podařilo probojovat až do čtvrtého kola Grand Slamu. V něm podlehl Chorvatu Marinu Čilićovi.
Do mužské čtyřhry na US Open 2012 nastoupil spolu s Jérémym Chardym. V prvním kole nestačili na španělskou dvojici Marcel Granollers a Marc López ve dvou setech.

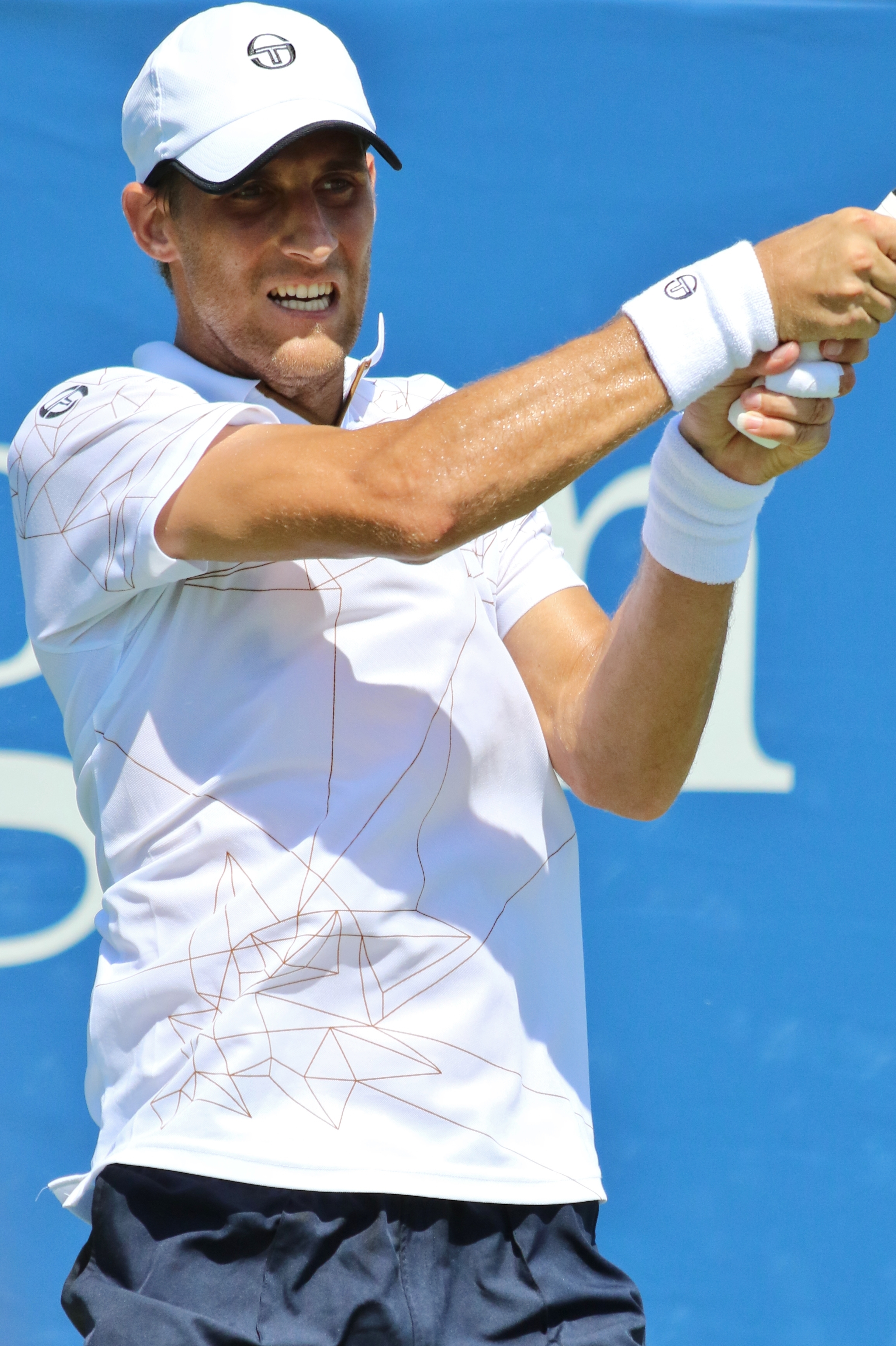
Během US Open 2016

Premiérovou singlovou trofej v kategorii ATP World Tour 500 vybojoval na halovém ABN AMRO World Tennis Tournament 2016, hraném v Rotterdamu. Ve čtvrtfinále přehrál šestého nasazeného Roberta Bautistu Aguta, v semifinále francouzského kvalifikanta Nicolase Mahuta a v závěrečném duelu turnajovou pětku Gaëla Monfilse po třísetovém průběhu. Připsal si tak čtvrtý singlový titul na okruhu ATP Tour. V následném vydání žebříčku ATP z 15. února 2016 se posunul na 27. příčku. Od osobního maxima, 24. místa, jej dělilo 70 bodů.
Poté vyhrál dalších pět finálových duelů dvouhry v řadě, když porazil opět Fogniniho na BMW Open 2014, Španěla Daniela Gimena-Travera na marockém Grand Prix Hassan II 2015, Gaëla Monfilse na rotterdamském ABN AMRO World Tennis Tournament 2016 i Urugayce Pabla Cuevase na German Open 2016 v Hamburku. Šestý vavřín bez přerušení přidal na srpnovém Generali Open Kitzbühel 2018, kde se ocitl na prahu vyřazení již v úvodním kole kvalifikace. Ze stavu gamů 4–6 a 1–4 proti Argentinci Facundovi Bagnisi se ovšem dokázal vymanit a po výhře následovala série šesti vítězných zápasů. Do Rakouska přijel s kariérní bilancí utkání 127–128. Ve druhém kole hlavní soutěže zdolal světovou osmičku a nejvýše nasazeného Rakušana Dominica Thiema. Během čtvrtfinále odvrátil dva mečboly Srbu Dušanu Lajovićovi. Ve finálovém klání pak přehrál uzbeckého kvalifikanta Denise Istomina po dvousetovém průběhu, což znamenalo vyrovnání vzájemné bilance na 2–2. 
V prvních šesti finálových duelech, do nichž během profesionální dráhy nastoupil, udržel neporazitelnost. Vyrovnal tím rekord ATP Tour Lotyše Ernestse Gulbise, počítaný od sezóny 1990. Navíc zůstával neporažen i v deblových finále s poměrem 4–0. Bodový zisk jej vrátil do první světové stovky žebříčku ATP na 77. příčku.
Finálového přemožitele nalezl až na zářijovém St. Petersburg Open 2018, kde mu srpnovou porážku oplatil Thiem v boji o titul, čímž Rakušan snížil pasivní vzájemný poměr utkání na 2–3.

## Soukromý život
Narodil se v Bratislavě roku 1989 do rodiny generálního manažera Milana a vysokoškolské pedagožky Dariny Kližanových. Sestra Natálie hrála tenis v žákovské kategorii. K roku 2012 pracovala v Londýně. Bratranec Radovan Kaufman vyhrál na Paralympijských hrách 2000 v Sydney zlatou medaili v dráhové cyklistice.
V lednu 2022 byl kritizován za instagramový status, v němž zaútočil na sexuální orientaci Martiny Navrátilové kvůli jejímu vyjádření se na adresu tenisty Novaka Djokoviče, ohledně Srbova odmítavého postoje k očkování proti covidu-19. Tenistku nazval „nejznámější tenisovou lesbičkou“ a s opovržením se vyjádřil k její sexuální orientaci: „Nevím jestli si je paní Navrátilová vědoma jak vůbec funguje nejdůležitější proces na světě a to proces rozmnožování lidské rasy, ale pokud si národy čte tento status, tak ne paní Navrátilová, novorozence neumí počít žena se ženou a ani muž s mužem.“

## Finále na okruhu ATP Tour
| Legenda                     |
| --------------------------- |
| D – dvouhra; Č – čtyřhra    |
| Grand Slam (0)              |
| Turnaj mistrů (0)           |
| ATP Tour Masters 1000 (0)   |
| ATP Tour 500 (2–0 D; 1–0 Č) |
| ATP Tour 250 (4–1 D; 3–0 Č) |

### Dvouhra: 7 (6–1)
| Stav      | č. | datum             | turnaj                | povrch    | soupeř ve finále     | výsledek           |
| --------- | -- | ----------------- | --------------------- | --------- | -------------------- | ------------------ |
| Vítěz     | 1. | 23. září 2012     | Petrohrad, Rusko      | tvrdý (h) | Fabio Fognini        | 6–2, 6–3           |
| Vítěz     | 2. | 4. května 2014    | Mnichov, Německo      | antuka    | Fabio Fognini        | 2–6, 6–1, 6–2      |
| Vítěz     | 3. | 12. dubna 2015    | Casablanca, Maroko    | antuka    | Daniel Gimeno-Traver | 6–2, 6–2           |
| Vítěz     | 4. | 14. února 2016    | Rotterdam, Nizozemsko | tvrdý (h) | Gaël Monfils         | 6–7(1–7), 6–3, 6–1 |
| Vítěz     | 5. | 17. července 2016 | Hamburk, Německo      | antuka    | Pablo Cuevas         | 6–1, 6–4           |
| Vítěz     | 6. | 4. srpna 2018     | Kitzbühel, Rakousko   | antuka    | Denis Istomin        | 6–2, 6–2           |
| Finalista | 1. | 23. září 2018     | Petrohrad, Rusko      | tvrdý (h) | Dominic Thiem        | 3–6, 1–6           |

### Čtyřhra: 4 (4–0)
| Stav  | č. | datum             | turnaj                   | povrch | spoluhráč      | soupeři ve finále             | výsledek       |
| ----- | -- | ----------------- | ------------------------ | ------ | -------------- | ----------------------------- | -------------- |
| Vítěz | 1. | 27. července 2013 | Umag, Chorvatsko         | antuka | David Marrero  | Nicholas Monroe Simon Stadler | 6–1, 5–7, 10-7 |
| Vítěz | 2. | 24. května 2014   | Nice, Francie            | antuka | Philipp Oswald | Ajsám Kúreší Rohan Bopanna    | 6–2, 6–0       |
| Vítěz | 3. | 21. února 2015    | Rio de Janeiro, Brazílie | antuka | Philipp Oswald | Pablo Andújar Oliver Marach   | 7–6(7–3), 6–4  |
| Vítěz | 4. | 23. července 2016 | Umag, Chorvatsko (2)     | antuka | David Marrero  | Nikola Mektić Antonio Šančić  | 6–4, 6–2       |

## Tituly na challengerech ATP a okruhu ITF
| Legenda                |
| ---------------------- |
| Challengery (7 D; 4 Č) |
| ITF (4 D; 3 Č)         |

### Dvouhra (11 titulů)
| č. | datum         | turnaj                      | povrch | soupeř ve finále   | výsledek           |
| -- | ------------- | --------------------------- | ------ | ------------------ | ------------------ |
| 1. | srpen 2009    | Stupava, Slovensko          | antuka | Jiří Školoudík     | 6–3, 6–4           |
| 2. | srpen 2009    | Bolzano, Itálie             | antuka | Philipp Oswald     | 6–3, 6–4           |
| 3. | leden 2010    | Casablanca, Maroko          | antuka | Alberto Brizzi     | 6–7(1–7), 6–2, 6–0 |
| 4. | říjen 2010    | Mišref, Kuvajt              | tvrdý  | Michail Vasilijev  | 6–1, 6–1           |
| 1. | listopad 2010 | Bratislava, Slovensko       | tvrdý  | Stefan Koubek      | 7–6(7–4), 6–2      |
| 2. | září 2011     | Janov, Itálie               | antuka | Leonardo Mayer     | 6–3, 6–1           |
| 3. | březen 2012   | Rabat, Maroko               | antuka | Filippo Volandri   | 6–2, 6–3           |
| 4. | březen 2012   | Marrakéš, Maroko            | antuka | Adrian Ungur       | 3–6, 6–3, 6–0      |
| 5. | květen 2012   | Bordeaux, Francie           | antuka | Teimuraz Gabašvili | 7–5, 6–3           |
| 6. | srpen 2012    | San Marino                  | antuka | Simone Bolelli     | 6–3, 6–1           |
| 7. | březen 2018   | Indian Wells, Spojené státy | tvrdý  | Darian King        | 6–3, 6–3           |

### Čtyřhra (7 titulů)
| Č. | datum         | turnaj                    | povrch | spoluhráč               | poražení finalisté                       | výsledek              |
| -- | ------------- | ------------------------- | ------ | ----------------------- | ---------------------------------------- | --------------------- |
| 1. | březen 2009   | Astana, Kazachstán        | tvrdý  | Marek Semjan            | Andrej Plotnij Dmitrij Sitak             | 7–6(7–5), 7–5         |
| 2. | květen 2009   | Jablonec Nad Nisou, Česko | antuka | Roman Jebavý            | Michal Tabara Roman Vögeli               | 6–4, 6–4              |
| 3. | červenec 2009 | Bologna, Itálie           | antuka | Roman Jebavý            | Francesco Aldi Federico Torresi          | 6–3, 7–6(8–6)         |
| 1. | duben 2011    | Řím, Itálie               | antuka | Alessandro Motti        | Thomas Fabbiano Walter Trusendi          | 7–6(7–3), 6–4         |
| 2. | březen 2012   | Marrákeš, Maroko          | antuka | Daniel Muñoz de la Nava | Iñigo Cervantes Huegun Federico Delbonis | 6–3, 1–6, [12–10]     |
| 3. | květen 2012   | Bordeaux, Francie         | antuka | Igor Zelenay            | Olivier Charroin Jonathan Marray         | 7–6(7–5), 4–6, [10–4] |
| 4. | říjen 2017    | Řím, Itálie               | antuka | Jozef Kovalík           | Sander Gillé Joran Vliegen               | 6–3, 7–6(7–5)         |